# Pórtico Pintado
O Pórtico Pintado   ou Stoa Pecile (em grego: Στοά Ποικίλη; romaniz.: Stoá Poikíle), originalmente chamado de Pórtico de Peisianax (em grego: Στοά Πεισιανάκτειος; romaniz.: Stoá Peisianákteios), foi uma antiga edificação da ágora de Atenas, construída durante o século V a.C.. Localizado no lado norte da ágora, o stoa era o local onde o filósofo Zenão de Cítio se reunia regularmente com seus seguidores e fazia suas palestras. Esses filósofos, por se se reunirem no stoa foram chamados   Στωϊκός, transl. stoikós ou "filósofos do pórtico".
O Pórtico Pintado era decorado com  afrescos do  pintor  e escultor  Mícon, em colaboração com Polignoto de Tassos. Ambos viveram nos meados do século V a.C.. Na época da descrição feita pelo geógrafo Pausânias, século II d.C., as pinturas desse stoa incluíam:
- A Batalha de Oenoe (autor desconhecido)
- Amazonomaquia, de Mícon
- A tomada de Troia, de Polignoto
- A batalha de Maratona, de Paneno (também creditada a Mícon e Polignoto, que podem ter auxiliado na obra)

O que se destaca no Pórtico Pintado é o contraste entre os temas míticos e históricos. Cenas ilustrando a vitória de Teseu sobre as amazonas e a queda de Troia estavam, lado a lado, com o retrato da batalha de Oenoe - a primeira vitória importante de Atenas sobre Esparta - e da batalha de Maratona. Esta última exibia predominantemente a confiança e a identidade dos atenienses às vésperas das Guerras Persas, num paralelo com as outras vitórias míticas representadas.